# Prêmio Sérgio Buarque de Holanda
Prêmio Sérgio Buarque de Holanda é uma premiação que faz parte dos Prêmios Literários da Fundação Biblioteca Nacional e que é destinada a laurear o melhor livro brasileiro de ensaio social.

## História
Em 1995, ocorreu a primeira outorga dos então chamados Prêmios de Incentivo à Literatura e ao Livro Brasileiro com premiações em sete diferentes gêneros literários, cada uma nomeada em homenagem a um expoente de sua área. Para os livros de ensaio social, o prêmio homenageou o sociólogo Sérgio Buarque de Holanda.
Em 2003, os Prêmios Literários da Fundação Biblioteca Nacional não foram realizados e, no ano seguinte, houve a premiação de apenas uma categoria, chamada Prêmio Fundação Biblioteca Nacional, voltada ao melhor livro do ano. Em 2005, todos os prêmios que haviam até 2002 voltaram a ser concedidos de forma individual.

## Premiados
| Ano  | Vencedores                                                                           | Finalistas     | Notas  |
| ---- | ------------------------------------------------------------------------------------ | -------------- | ------ |
| 1995 | Grito da Terra, Grito dos Pobres Leonardo Boff                                       | Sem informação | [ 1 ]  |
| 1996 | Diários Índios: Os Urubus Kaapor Darcy Ribeiro                                       | Sem informação | [ 5 ]  |
| 1997 | Labirintos Brasílio Salum Júnior                                                     | Sem informação | [ 6 ]  |
| 1997 | A Revolução Passiva Luiz Werneck Vianna                                              | Sem informação | [ 6 ]  |
| 1998 | O Quinto Século: André Rebouças e a Construção do Brasil Maria Alice Rezende / Revan | Sem informação | [ 7 ]  |
| 1999 | Nervura do Real Marilena Chaui / Companhia das Letras                                | Sem informação | [ 8 ]  |
| 2001 | A Democracia Interrompida Gláucio Soares                                             | Sem informação | [ 9 ]  |
| 2002 | Manilha e o Libambo Alberto da Costa e Silva                                         | Sem informação | [ 10 ] |

| Ano  | Ensaio (Prêmio Sérgio Buarque de Holanda) |
| ---- | --- |
| 2005 | Social: Luiz Camillo: Perfil Intelectual, de Maria Luiza Penna |
| 2006 | Social: Livro dos Náufragos, de Angélica Madeira |
| 2007 | Social: José Genoino - Escolhas Políticas, de Maria Francisca Pinheiro Coelho |
| 2008 | Social: O Grande Irmão – Da opereção Brother Sam aos anos de chumbo, de Carlos Fico |
| 2009 | Social: Dicionário do Brasil Joanino, 1808-1821, de Ronaldo Vainfas e Lúcia Bastos Pereira das Neves |
| 2010 | Social: Cultura com aspas, de Manuela Carneiro da Cunha |
| 2011 | Social: O império dos livros: instituições e práticas de leitura na São Paulo oitocentista, de Marisa Midori Deaecto |
| 2012 | Social: Gil Vicente: Autos, de Cleonice Berardinelli |
| 2013 | Social: O Sujeito na Contemporaneidade, de Joel Birman |
| 2014 | Social: Eduardo Coutinho, de Milton Ohata |
| 2015 | Social: A casa da vovó, de Marcelo Godoy |
| 2016 | Social: O corpo da Nova República: funerais presidenciais, representação histórica e imaginário político, de Douglas Attila Marcelino |
| 2017 | Social: Intelectuais mediadores: práticas culturais e ação política, de Angela de Castro Gomes e Patricia Hansen |
| 2018 | Social: 1º: Lima Barreto: triste visionário, de Lilia Moritz Schwarcz 2º: Antenas da floresta: a saga das TVs da Amazônia, de Elvira Lobato 3º: Em nome de quem? A bancada evangélica e seu projeto de poder, de Andrea Dip                                                                                               |
| 2019 | Social: 1º: Ser republicano no Brasil Colônia: a história de uma traição esquecida, de Heloísa Starling 2º: Dentro do nevoeiro, de Guilherme Wisnik 3º: Presidencialismo de coalizão: raízes e evolução do modelo político brasileiro, de Sérgio Abranches                                                                |
| 2020 | Social: De quem é o comando? O desafio de governar uma prisão no Brasil, de Eduardo Matos de Alencar. |
| 2021 | Social: 1º: Cidadãos e Contribuintes: Estudos de história fiscal, de Wilma Peres Costa; 2º: Mães infames, filhos venturosos: Trabalho, Pobreza, Escravidão e Emancipação no Cotidiano de São Paulo (Século XIX), de Marília Ariza. 3º: Mãe Pátria: A Desintegração de uma Família Venezuelana em Colapso, de Paula Ramón. |
| 2022 | Social: 1º: Palmares & Cucaú: O Aprendizado da Dominação, de Silvia Hunold Lara; 2º: A terra sem mal: uma saga guarani, de Rafael Mendes Júnior; 3º: Injustiçados, de Lucas Ferraz. |